# 단열재

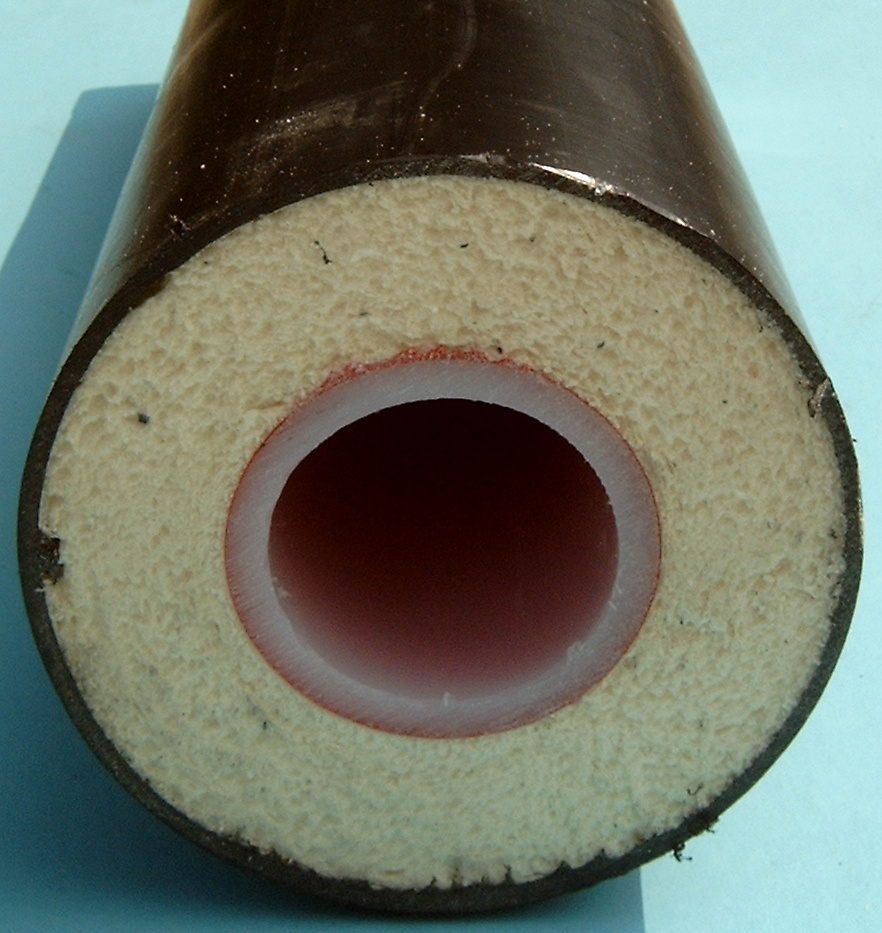

단열재(斷熱材, 영어: heat insulator, thermal insulation)는 보온을 하거나 열을 차단할 목적으로 쓰는 재료로서 주로 열이 전도되기 어려운 석면, 유리 섬유, 코르크, 발포 플라스틱 등이 사용된다.
단열재는 제조 방법이 다양하고 성능 또한 열전도율의 범위 및 두께, 사용 지역등의 구분에 의해서 여러 분류가 가능하다.
국토교통부는「녹색건축물 조성 지원법」에 의거「건축물 에너지절약 설계기준」중 일부에서 단열재의 적합한 사용을 위해 이의 세부사항을 개정 고시하고 있다.

## 단열재의 등급분류
| 등급 분류 | KS M 3808, 3809 및 KS L 9102에 의한 해당 단열재 및 기타 단열재 참고사항 |
| 가        | - 압출법보온판 특호, 1호, 2호, 3호 - 비드법보온판 2종 1호, 2호, 3호, 4호 - 경질우레탄폼보온판 1종 1호, 2호, 3호 및 2종 1호, 2호, 3호 - 그라스울 보온판 48K, 64K, 80K, 96K, 120K - 기타 단열재로서 열전도율이 0.034 W/mK(0.029 kcal/mh°C)이하인 경우 |
| 나        | - 비드법보온판 1종 1호, 2호, 3호 - 미네랄울 보온판 1호, 2호, 3호 - 그라스울 보온판 24K, 32K, 40K - 기타 단열재로서 열전도율이 0.035 ~ 0.040 W/mK (0.030 ～ 0.034 kcal/mh°C)이하인 경우                                                              |
| 다        | - 비드법보온판 1종 4호 - 기타 단열재로서 열전도율이 0.041 ～ 0.046 W/mK (0.035 ～ 0.039 kcal/mh°C)이하인 경우 |
| 라        | - 기타 단열재로서 열전도율이 0.047 ～ 0.051 W/mK (0.040 ～ 0.044 kcal/mh°C)이하인 경우 |

## 같이 보기
- 스티로폼